# Лъжата (теленовела, 1998)
„Лъжата“ (на испански: La mentira) е мексиканска теленовела, режисирана от Серхио Катаньо, Рафаел Естебан и Клаудио Рейес Рубио, и продуцирана от Карлос Сотомайор за Телевиса през 1998 г. Адаптация е на едноименната теленовела от 1965 г., базирана на романа La mentira от Каридад Браво Адамс.
В главните роли са Кейт дел Кастийо и Гай Екер, а в отрицателната – Карла Алварес. Специално участие вземат Роса Мария Бианчи, Бланка Гера и Ерик дел Кастийо.

## Сюжет
Деметрио Асунсоло пристига в Пуебло Алегре, малко и отдалечено село в щата Халиско, където неговият полубрат, Рикардо Платас, живее и работи, култивирайки агаве; там, Деметрио открива с ужас, че Рикардо се е самоубил, след като една жена е разбила сърцето му. Малко по малко и благодарение на помощта на жителите, които първоначално са враждебни към него, но в крайна сметка предлагат своето приятелство, Деметрио успява да събере уликите, довели до трагедията.
Разследването му го води до град Мексико, до имението на богатото семейство Фернандес-Негрете, където Рикардо е работил за известно време. Според информацията, която Деметрио има, жената, заради която Рикардо се е самоубил, живее в тази къща и името ѝ започва с буквата В, тъй като в прощалното писмо на Рикардо се споменава, а и до писмото Деметрио е открил брошка във формата на същата буква.
Деметрио посещава парти, организирано в дома на Фернандес-Негрете, и там среща братовчедките Вероника и Вирхиния Фернандес-Негрете, племеннички на господарите на дома – Теодоро и Сара Фернандес-Негрете. Без да знае коя е виновницата за смъртта на брат му, Деметрио се подвежда от поредица от съвпадения и слухове и в крайна сметка вярва, че жената, която търси, е Вероника. Той започва плана си за отмъщение – флиртува с Вероника, съблазнява я и я кара да се влюби в него, а след това ѝ предлага брак. След сватбата им, Деметрио отвежда Вероника в Пуебло Алегре, решен да направи живота ѝ невъзможен, за да отмъсти за смъртта на брат си.
Всъщност, и Деметрио, и Вероника са жертви на Вирхиния, зад чието ангелско лице се крие извратена душа. Целта на Вирхиния е да се омъжи за Хуан, своя братовчед, за да промени статута си от племенница на снаха, ставайки два пъти Фернандес-Негрете, и по този начин да превземе цялото наследство.
Когато Деметрио открива истината, всичко изглежда изгубено, защото Вероника го изоставя и не му вярва. Ето защо, Деметрио ще трябва да се бори, за да си възвърне любовта ѝ.

## Актьори
Част от актьорския състав:
- Кейт дел Кастийо – Вероника Фернандес-Негрете де Асунсоло
- Гай Екер – Деметрио Асунсоло
- Карла Алварес – Вирхиния Фернандес-Негрете де Фернандес-Негрете
- Серхио Басаниес – Хуан Фернандес-Негрете Монтеро
- Роса Мария Бианчи – Сара де Фернандес-Негрете
- Ерик дел Кастийо – Теодоро Фернандес-Негрете
- Силвия Марискал – Летисия
- Бланка Гера – Миранда Монтесинос
- Тони Браво – Андре Бело
- Салвадор Пинеда – Франсиско Могел
- Тина Ромеро – Ирма де Могел
- Аарон Ернан – Отец Пабло
- Карлос Камара – Хосе Диес
- Гилермо Ривас – Професор Агире
- Луис Гатика – Сантяго Терасас
- Роксана Кастеянос – Ядира Балансарио
- Исраел Хайтович – Хасинто
- Ампаро Гаридо – Антония
- Хулио Брачо – Карлитос
- Майрин Вилянуева – Никол Белот
- Клаудия Елиса Агилар – Хилдарда
- Густаво Негрете – Карлос
- Серхио Рейносо – Ернесто Сауседо
- Алехандра Монтерубио – Сусана Бланкет
- Монсерат Кампос – Шантал

## Премиера
Премиерата на Лъжата е на 13 юли 1998 г. по Canal de las Estrellas. Последният 100. епизод е излъчен на 27 ноември 1998 г.

## Награди и номинации
| Година | Церемония          | Категория                            | Номинация         | Резултат     |
| ------ | ------------------ | ------------------------------------ | ----------------- | ------------ |
| 1999   | Награди TVyNovelas | Най-добра теленовела                 | Карлос Сотомайор  | Номиниран    |
| 1999   | Награди TVyNovelas | Най-добър млад актьор                | Гай Екер          | Печели       |
| 1999   | Награди TVyNovelas | Най-добра актриса в отрицателна роля | Карла Алварес     | Номиниран(а) |
| 1999   | Награди TVyNovelas | Най-добър актьор в отрицателна роля  | Луис Гатика       | Номиниран(а) |
| 1999   | Награди TVyNovelas | Най-добра първа актриса              | Роса Мария Бианчи | Номиниран(а) |
| 1999   | Награди TVyNovelas | Най-добър пръв актьор                | Ерик дел Кастийо  | Номиниран(а) |
| 1999   | Награди TVyNovelas | Най-добра млада актриса              | Кейт дел Кастийо  | Номиниран(а) |
| 1999   | Награди TVyNovelas | Най-добър дебют                      | Майрин Вилянуева  | Номиниран(а) |
| 1999   | Награди TVyNovelas | Най-добра история или адаптация      | Нора Алеман       | Печели       |
| 1999   | Награди TVyNovelas | Най-добра сценография                | Росио Велес       | Печели       |
| 1999   | Награди TVyNovelas | Най-добър декор                      | Росалба Сантойо   | Печели       |

| Година | Церемония           | Категория            | Номинация        | Резултат |
| ------ | ------------------- | -------------------- | ---------------- | -------- |
| 1999   | Награди ACE Ню Йорк | Най-добра теленовела | Карлос Сотомайор | Печели   |
| 1999   | Награди ACE Ню Йорк | Най-добър режисьор   | Серхио Катаньо   | Печели   |

| Година | Церемония     | Категория           | Номинация        | Резултат |
| ------ | ------------- | ------------------- | ---------------- | -------- |
| 1999   | Награди Браво | Най-добър актьор    | Гай Екер         | Печели   |
| 1999   | Награди Браво | Най-добра актриса   | Кейт дел Кастийо | Печели   |
| 1999   | Награди Браво | Най-добра адаптация | Нора Алеман      | Печели   |

## Версии
- Лъжата (1952), филм, режисиран от Хуан Х. Ортега. С участието на Марга Лопес, Хорхе Мистрал и Джина Кабрера.
- Лъжата (1965), теленовела, режисирана и продуцирана от Ернесто Алонсо за Телевиса. С участието на Хулиса, Енрике Лисалде и Фани Кано.
- Calúnia (1966), бразилска теленовела за TV Tupi. С участието на Фернанда Монтенегро, Серхио Кардосо и Хеорхия Хомиде.
- Лъжата (1970), филм, режисиран от Емилио Гомес Муриел. С участието на Хулиса, Енрике Лисалде и Бланка Санчес
- Любовта никога не умира (1982), теленовела, режисирана от Алфредо Салданя и продуцирана от Ернесто Алонсо за Televisa. С участието на Кристиан Бах, Франк Моро и Силвия Паскел.
- Клетва за отмъщение (2008), теленовела, продуцирана за Телемундо. С участието на Наталия Страйгнард, Освалдо Риос и Доминика Палета.
- Когато се влюбиш (2010), теленовела, продуцирана от Карлос Морено за Televisa. С участието на Силвия Наваро, Хуан Солер и Джесика Кох.
- Coraçőes Feridos (2010, излъчена през 2012), бразилска теленовела за SBT. С участието на Патрисия Барос, Флавио Толесани и Синтия Фалабела.
- Непростимо, мексиканска теленовела, продуцирана от Салвадор Мехия за Телевиса. С участието на Ана Бренда Контрерас, Иван Санчес, Гретел Валдес и Серхио Сендел.